# Brzice
Brzice (en allemand : Brösel) est une commune du district de Náchod, dans la région de Hradec Králové, en République tchèque. Sa population s'élevait à 233 habitants en 2022.

## Géographie
Brzice se trouve à 9 km au nord-ouest de Česká Skalice, à 16 km à l'ouest-nord-ouest de Náchod, à 28 km au nord-nord-est de Hradec Králové et à 116 km à l'est-nord-est de Prague.
La commune est limitée par Hajnice et Maršov u Úpice au nord, par Mezilečí, Hořičky et Lhota pod Hořičkami à l'est, par Chvalkovice au sud et par Kohoutov à l'ouest.

## Histoire
La première mention écrite du village date de 1422.

## Administration
La commune est composée de cinq sections :
- Běluň
- Brzice
- Komárov
- Proruby
- Žďár

## Galerie

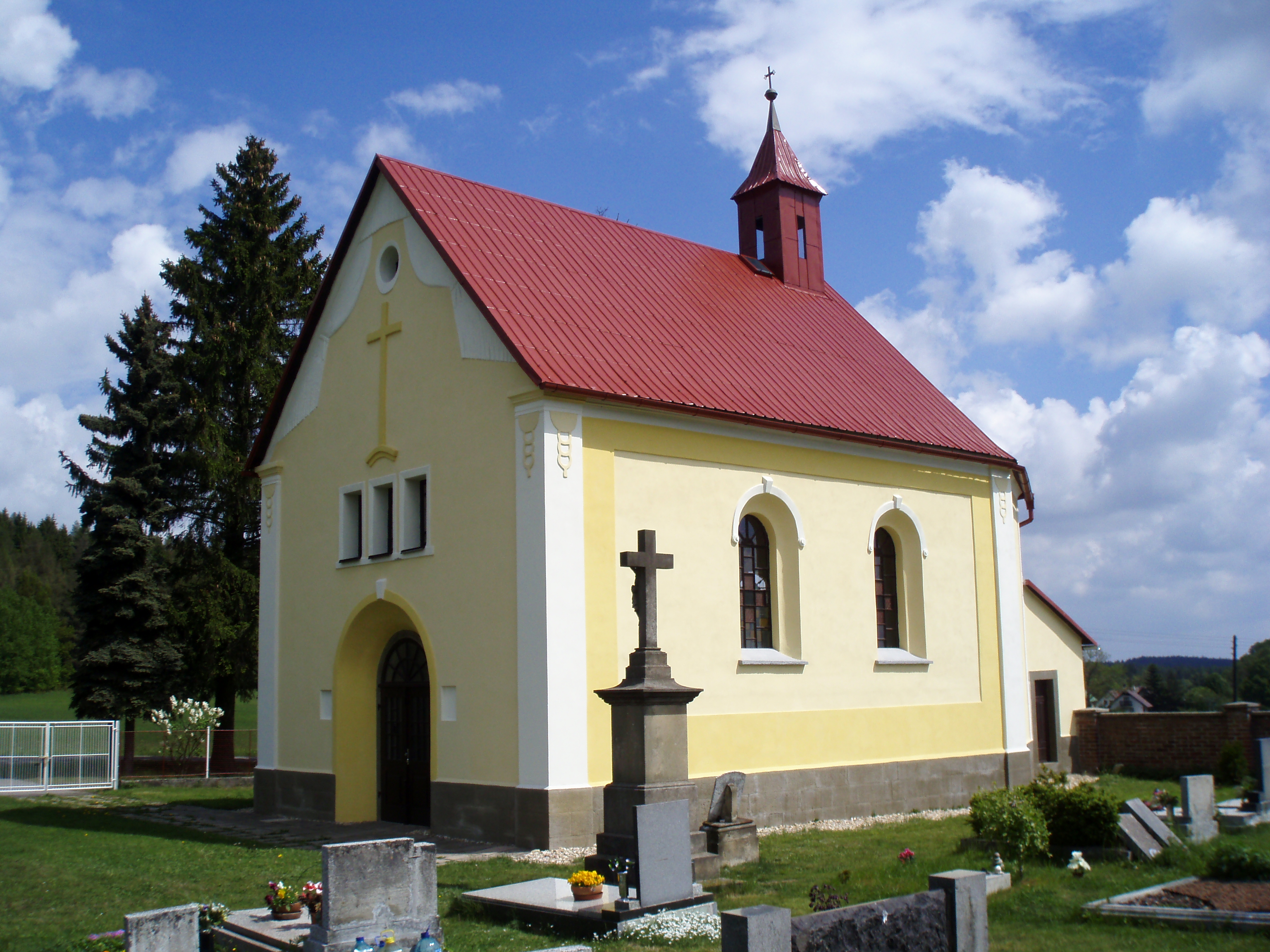
Chapelle Sainte-Josefa à Proruby.
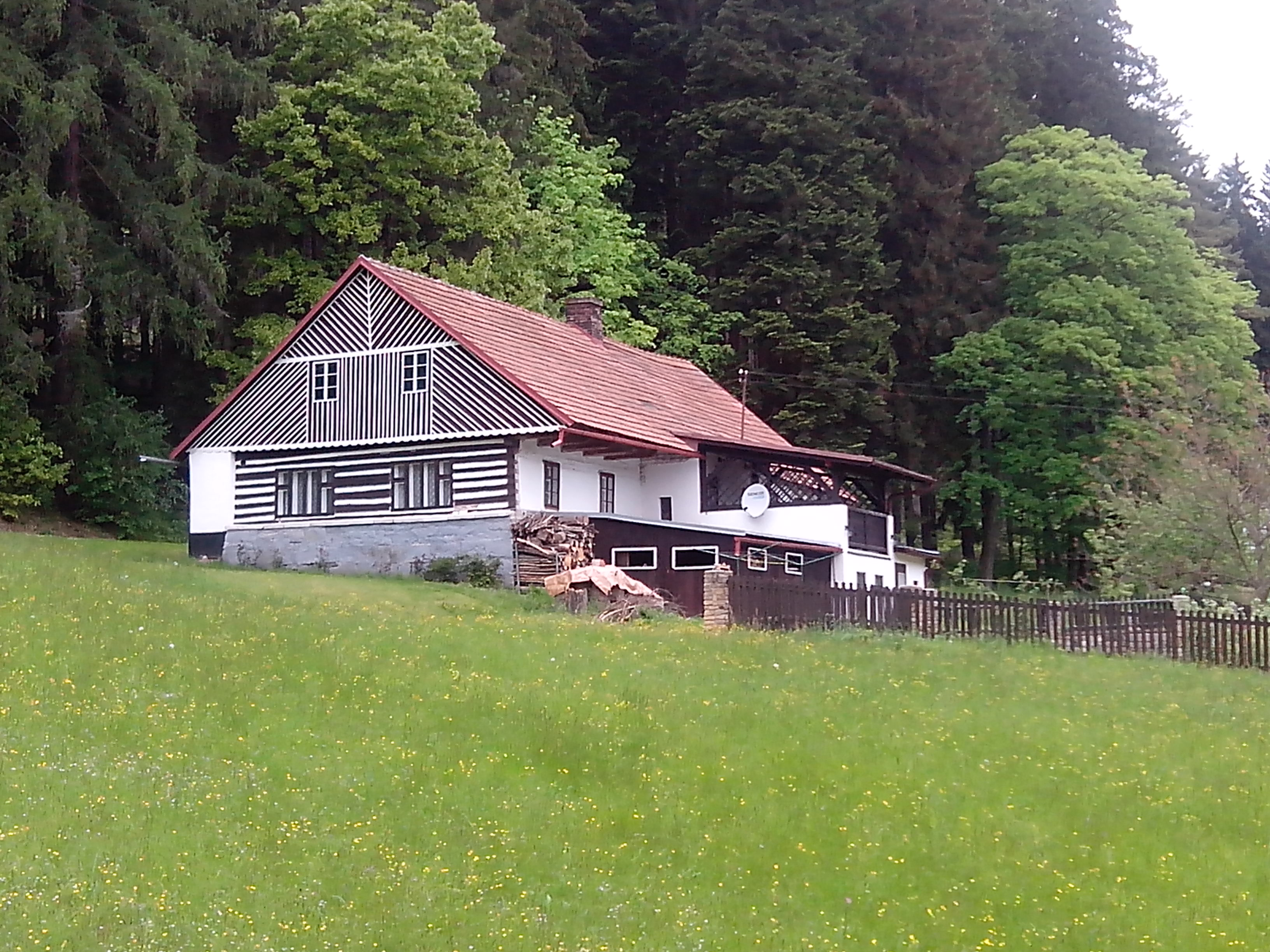
Maison à Žďár.

## Transports
Par la route, Božanov se trouve à 19 km de Náchod, à 37 km de Hradec Králové et à 158 km de Prague. 